# Grottes de Punkva
Les grottes de Punkva ( tchèque : Punkevní jeskyně ) font partie du plus grand réseau de grottes de Tchéquie, la grotte d'Amatérská. Situé dans un parc protégé au nord de la ville de Brno, elles sont traversées par la rivière souterraine de Punkva, et également connectées à l'abîme de Macocha.
Ce dernier est une doline d'environ 138,7 mètres de profondeur, le plus imposant de son genre en Europe centrale.
Le réseau de grottes est une attraction touristique populaire pour les visiteurs de la région, en plus des spéléologues et plongeurs souterrains.

## Galerie

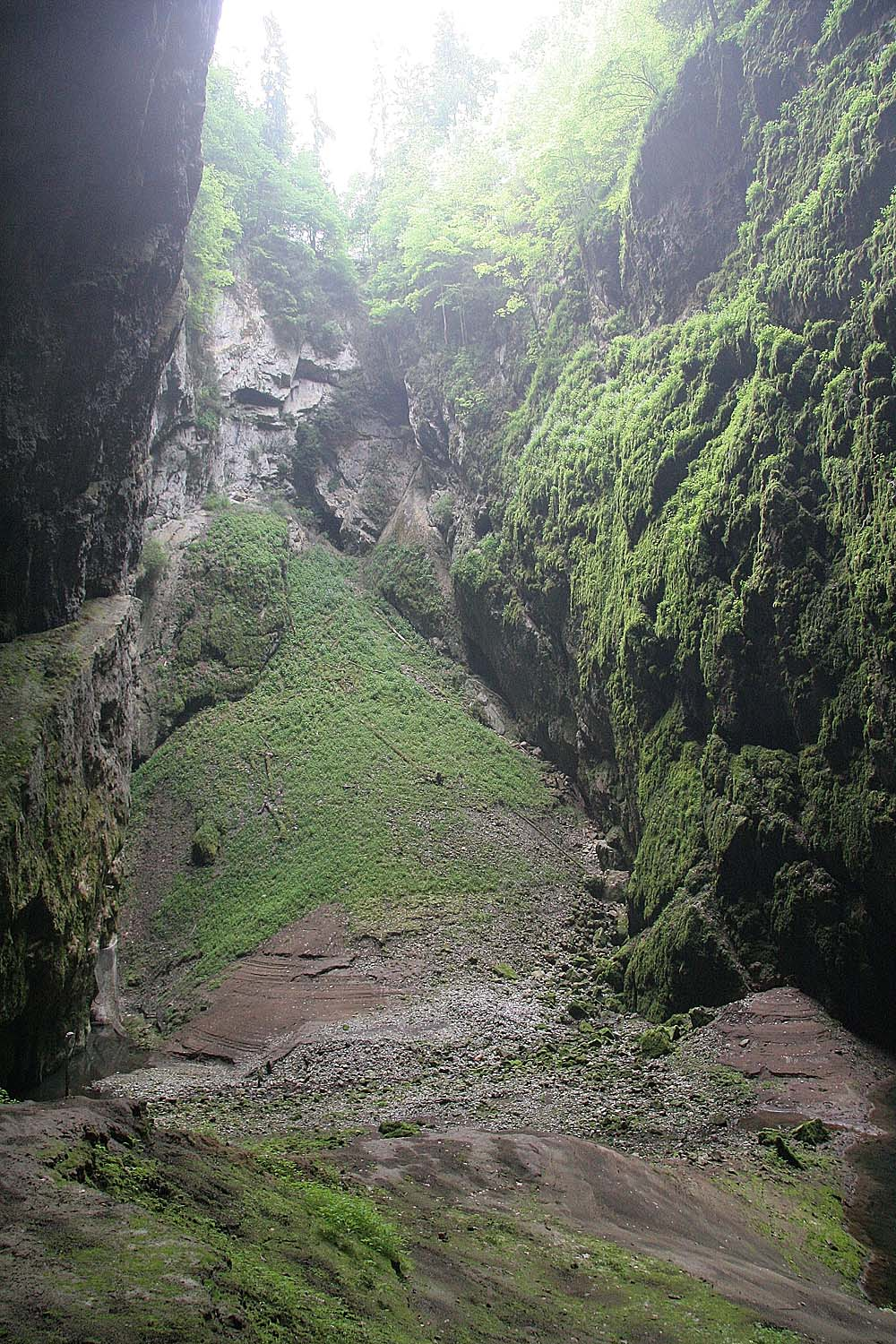
L'abîme de Macocha
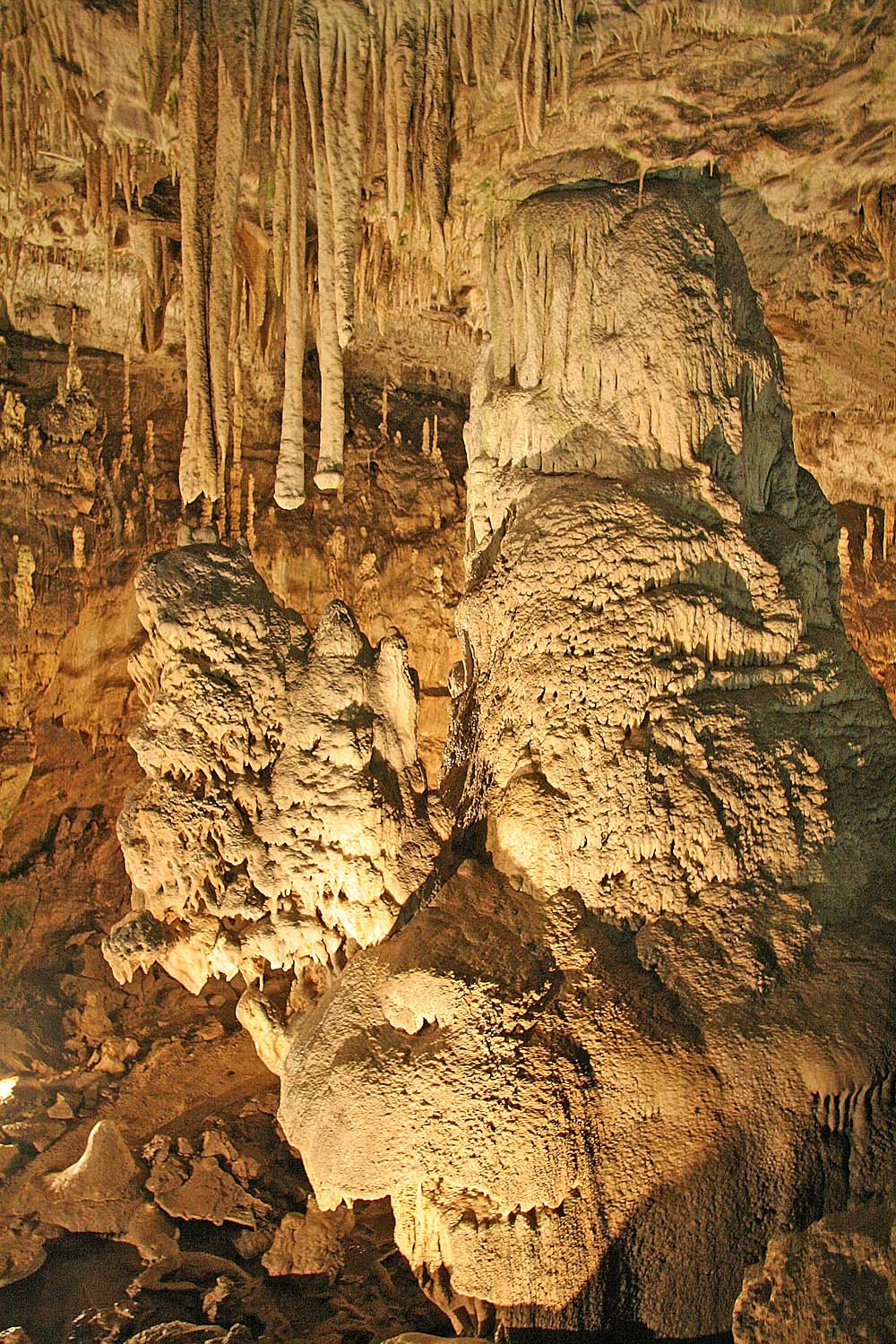
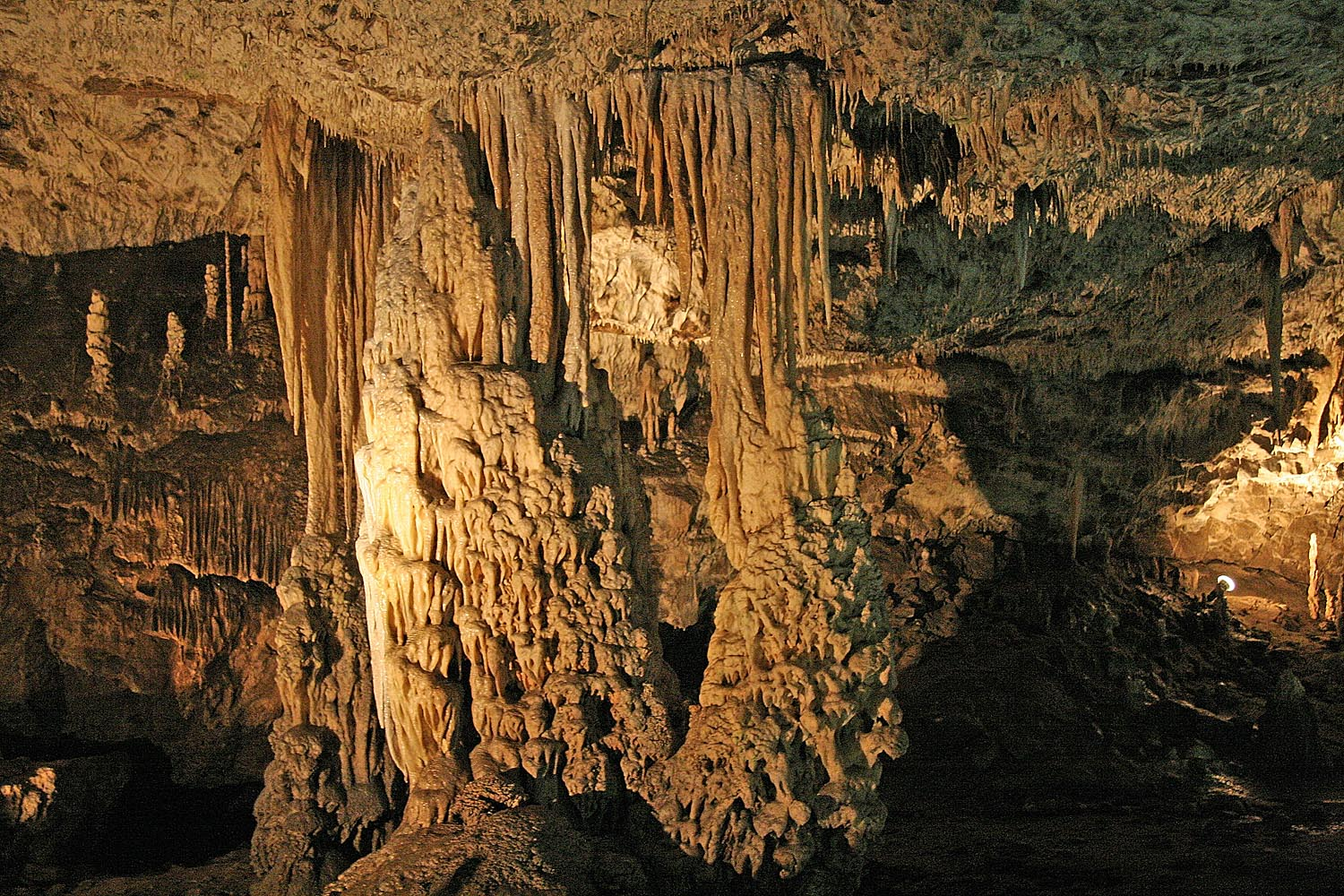
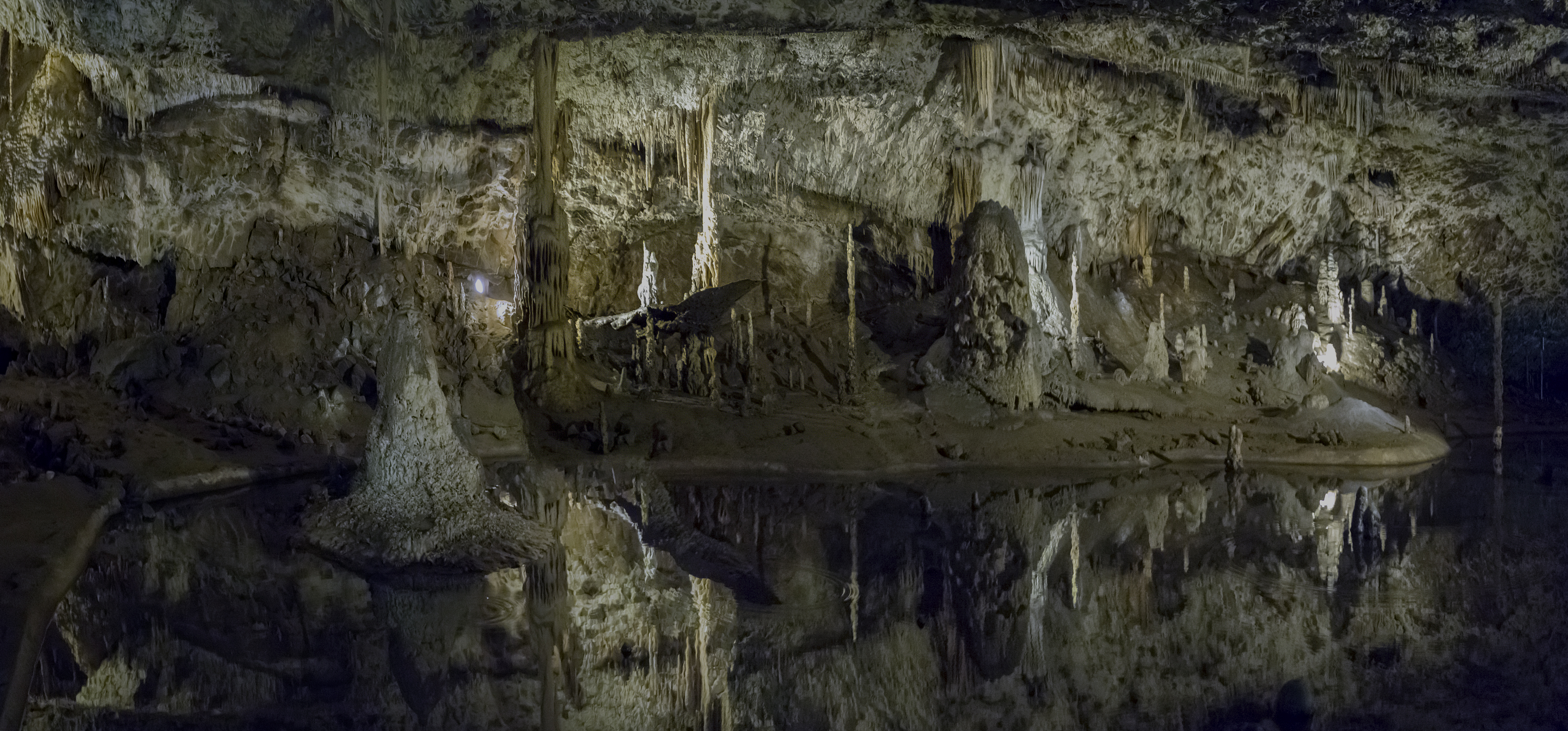
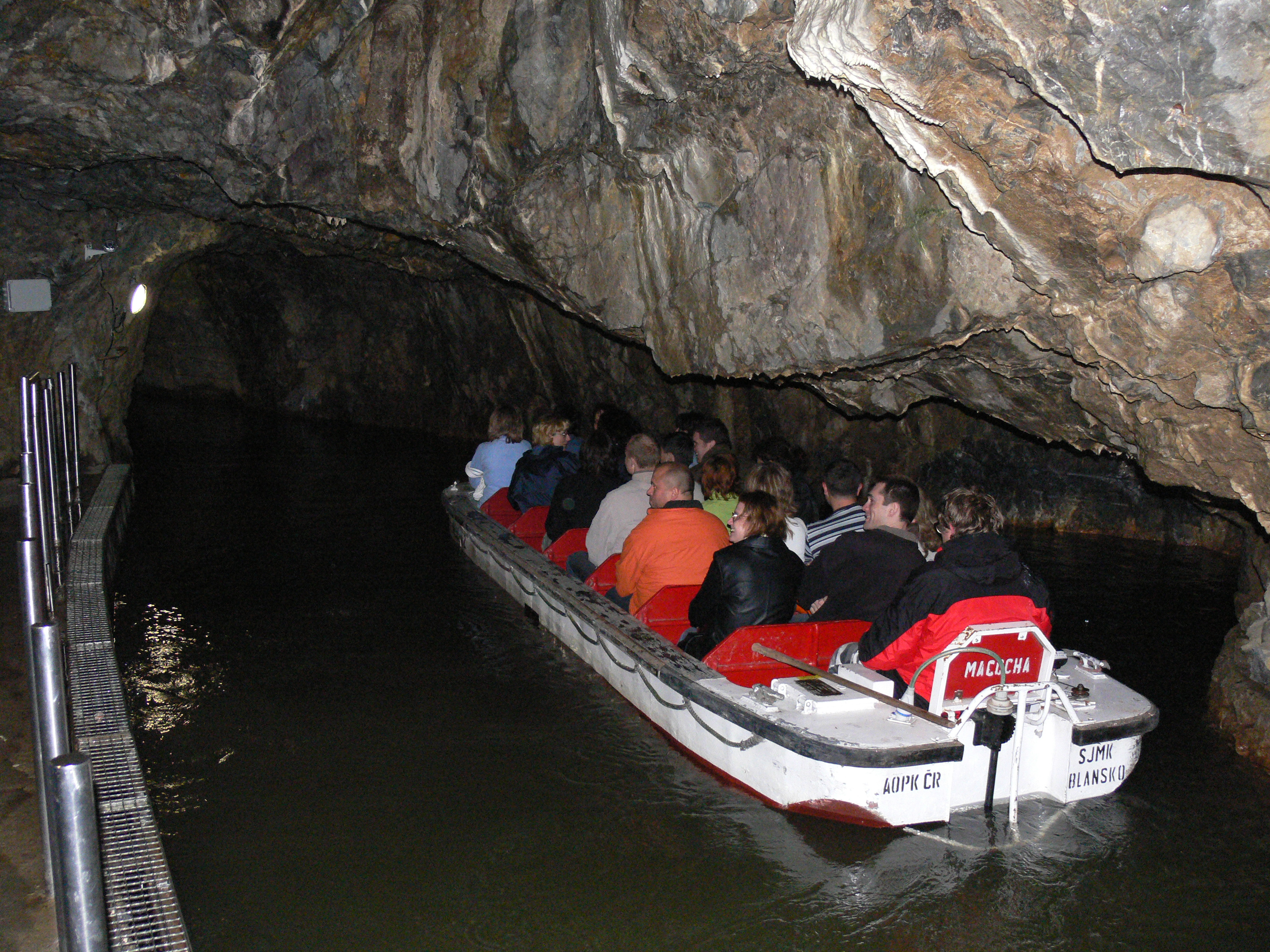